# Teungoh Glp VII
Teungoh Glp VII is een bestuurslaag in het regentschap Aceh Utara van de provincie Atjeh, Indonesië. Teungoh Glp VII telt 267 inwoners (volkstelling 2010).